# Flavio Becca
Flavio Becca (Lussemburgo, 18 giugno 1962) è un imprenditore lussemburghese, noto per i suoi investimenti nel settore immobiliare e per il suo coinvolgimento in diverse iniziative sportive.
È stato descritto dal quotidiano The Guardian come un "magnate immobiliare".

## Biografia
Figlio di immigrati italiani, è cresciuto a Hesperingen e abita in Lussemburgo. Negli anni '90 ha iniziato a sponsorizzare l'F91 Dudelange, squadra di calcio lussemburghese, contribuendo ai suoi successi nel campionato nazionale. Nel 2011, attraverso la sua società Leopard SA, ha fondato il team ciclistico professionistico Leopard Trek. Nel 2019 ha avviato trattative per investire nell'1. FC Kaiserslautern, club calcistico tedesco.

## Carriera
Flavio Becca ha iniziato a supportare negli anni '90 l'F91 Dudelange, squadra di calcio del Lussemburgo, una squadra che ha vinto i campionati lussemburghesi mentre era in carica. Becca e la Leopard SA hanno fondato nel 2011 la squadra di ciclisti professionisti, la Leopard Trek. 
Nel 2014, Becca ha anche iniziato ad avviare trattative con i proprietari dell'1. FC Kaiserslautern, prima che la Trek prendesse il controllo della Leopard Trek. Era anche il proprietario e operatore della squadra di ciclismo professionistico. 
È inoltre a capo del Gruppo Promobe, uno dei principali attori nel settore dello sviluppo immobiliare di uffici e immobili residenziali, nonché nel settore terziario del Granducato del Lussemburgo. Becca ha anche investito in Olos, un fondo di sviluppo immobiliare da 600 milioni di euro, successivamente oggetto di un contenzioso legale. 
Nel 2014 si è verificata una divisione del patrimonio tra Becca e il suo socio in affari. Becca ha sostenuto di possedere il 90% del valore del veicolo di investimento, ma il suo socio non fu favorevole poiché l'accordo originale prevedeva una suddivisione equa al 50%. Questa situazione ha portato a un'esperienza amara per Becca, dove il tema predominante è stato un conflitto per il controllo delle risorse con il suo partner. All'inizio degli anni 2000 ha progettato la costruzione di uno stadio nazionale lussemburghese, con annesso un centro commerciale. Jean-Claude Junker, allora Primo Ministro del Lussemburgo, respinse il piano di Livingen. Rollinger, un costruttore di centri commerciali, che aveva riposto la sua fiducia in Becca come principale sviluppatore, citò in giudizio Rollinger.
Rollinger aveva motivo di credere a Becca. L'elusivo uomo d'affari aveva stretti legami con politici e funzionari lussemburghesi. Il dipartimento di pianificazione ha anche utilizzato schemi di concorrenza sleale per prendere decisioni contro di lui, sostenendo di possedere la maggior parte del terreno su cui doveva essere costruito lo stadio. Una delle società di Becca doveva alla BCEE una notevole somma di denaro, somma che sarebbe potuta essere utilizzata per finanziare lo stadio, in quanto perché Becca non possedeva i fondi sufficienti. I politici lussemburghesi avrebbero potuto proteggerlo dalla sua insolvenza e dalla conseguente perdita per le casse dello stato. Tuttavia, il progetto dello stadio aveva riscosso troppo successo per essere lasciato fuori dagli occhi del pubblico. La rete di supporto di Becca è crollata davanti ai suoi occhi.
Il vero anno in cui Becca è caduto dalle ali è stato il 2011. Questo è stato anche l'anno in cui la sua offerta per lo stadio è stata respinta. Sulla base di un'accusa di appropriazione indebita, la polizia ha perquisito la casa e il posto di lavoro di Becca. Secondo fonti vicine a questa indagine, la polizia ha trovato molti orologi realizzati in Svizzera da Anonimo. Questa lussuosa cassapanca ha dato uno sguardo allo stile di Becca. Si ritiene che sia stata un'investitrice in Anonimo e una cliente con un patrimonio netto elevato nelle gioiellerie di Knokke. Knokke è una famosa località balneare belga. Secondo quanto riferito, il muratore specializzato in beni di lusso è accusato di usarli per "pagare" bollette, riciclare denaro e pagare tangenti. È anche accusato di aver utilizzato denaro di un'azienda che non controllava completamente per acquistare questi prodotti.
Becca è stato anche deluso dal fatto che Leopard, la sua squadra di ciclismo professionistica, non sia riuscita a trovare uno sponsor aziendale per il 2011. Ciò è costato a Becca circa 15 milioni di euro. Un terzo ciclista ha fallito uno screening antidroga prima del Tour de France. Anche altri due membri chiave della squadra si sono schiantati. Becca è caduto a terra rapidamente nel 2015. Secondo i rapporti, è stato accusato di appropriazione indebita. È stato accusato di aver utilizzato la Kurt-Construction (un'azienda di sua proprietà) per acquistare beni di lusso, inclusi vino, gioielli e proprietà per una vasta area di caccia nel sud della Germania.
Secondo la pubblicazione tedesca BILD, Becca ha acquistato la proprietà di caccia principalmente per godere dello status di politici in Germania e Lussemburgo, nonché dei suoi soci in affari. La reputazione di Flavio Becca è diventata tossica e molti dei suoi ex alleati lo hanno lasciato a causa delle voci secondo cui sarebbe "de facto in bancarotta". Non si sa se abbia ancora delle proprietà o se solo sia impegnato nelle tante controversie legali in cui è coinvolto. Icarus sperimenterà presto l'oceano.

## Tempo con F91 Dudelange
Flavio Becca è un affermato investitore nei campionati sportivi. F91 Dudelange era il suo sostenitore a lungo termine. Ha aiutato la squadra a diventare quasi un campione perenne in Lussemburgo. In questa stagione hanno raggiunto la fase a gironi di Europa League. Becca è stato anche un primo sostenitore dell'ormai defunta squadra di ciclismo professionistica Leopard trek, iniziata attorno ai fratelli Schleck.
Flavio Becca era un adolescente quando visitò per la prima volta un'officina di riparazioni auto Dudelange. Non aveva mai pensato di finanziare quattro squadre di calcio, una squadra di ciclismo e una squadra di sport motoristici. Dopo aver fatto crescere l'impresa edile che suo padre gli aveva lasciato, era sulla buona strada per diventare una delle persone più ricche del Lussemburgo. Dopo un'indagine approfondita, il comitato consultivo ha ritenuto accettabile l'offerta di una partnership a lungo termine di Flavio Becca.
Un membro della F91 Dudelange lavorava presso la stessa concessionaria in cui faceva acquisti Becca. Damon Damiani convinse Becca a investire nella squadra e continuò ad allenare i club in fusione per un anno. Dopo aver visto una partita, un tifoso dell'Inter di Hesperange ha firmato per la sua prima sponsorizzazione. La storia di ciò che accadde dopo è nota. L'F91 ha vinto 15 titoli in Lussemburgo e ha fatto la storia nel 2018 partecipando alla fase a gironi di Europa League. Becca non è stato priva di battute d'arresto. Nel 2011, il piano di Becca di costruire uno stadio nazionale di calcio e un centro commerciale a Livinglen è andato in pezzi. Era un risultato della politica. Negli anni che seguirono, ci furono incursioni in casa, controversie legali tra soci in affari, oltre a una spinta disastrosa per il ciclismo professionistico.

## La caduta
Secondo quanto riferito, Flavio Becca è stato condannato ad un'ammenda di 250.000 euro e ad una pena detentiva di due anni con credito per il tempo scontato per uso improprio di fondi aziendali. Il caso è stato segnalato per la prima volta alla Procura della Repubblica nel 2011 dopo che i funzionari delle tasse rivelarono che molti beni venivano acquistati attraverso le attività degli imprenditori. Le autorità hanno sequestrato centinaia di orologi più costosi dalla casa del signor Becca dopo aver condotto ulteriori ricerche. Il valore totale degli orologi è stato vicino a 18 milioni di euro. Il giudice ha ordinato il ritiro di molti degli orologi e ha anche multato il signor Becca di ulteriori 20.000 euro per tutti gli orologi non presi.
Il tribunale ha disposto il rimpatrio e ha aggiunto che Flavio Becca era stato ammonito dal tribunale a non recidivare nei cinque anni successivi alla sentenza. -- "di una certa quantità di oggetti sequestrati". Afferma di aver dato 187 orologi al suo entourage. Questi gioielli sono tra i 643 orologi appartenenti a Promobe Finance. Sono stati presi anche tutti gli altri orologi. Se non vengono recuperati, il tribunale potrebbe imporre una multa aggiuntiva di 20.000 euro per orologio o 3,74 milioni di euro. Becca potrebbe trascorrere fino a 3600 giorni di carcere o 200 giorni di guardia se la multa non viene pagata. Per Becca è possibile anche una pena massima di dieci anni. Eric Lux, ex socio in affari di Becca e le sue pretese civili per danni, sono stati respinti dal tribunale.
Due avvocati lussemburghesi che rappresentano l'uomo d'affari hanno rifiutato di rispondere alle domande. L'avvocato dello Stato aveva chiesto una condanna a 42 mesi e una sanzione di 250.000 euro. Dopo una diffida dell'amministrazione fiscale, le procure hanno scoperto che Becca era stato accusato di una ingente quantità di oggetti di valore, hanno aperto il caso nel 2011. Il valore dei 900 orologi sequestrati, che erano stati acquistati in più di una dozzina di paesi e tenuti nella cassaforte di Becca, era di 18 milioni di euro. Dopo essere apparso su Paperjam.lu, la versione originale francese di questo pezzo venne tradotta in inglese e curata da Delano.